# Bahnhof Coimbra-B
Der Bahnhof Coimbra-B, auch Estação velha de Coimbra genannt, ist der wichtigste Bahnhof der portugiesischen Stadt Coimbra. Er liegt an der Verzweigung der Linha do Norte und der Ramal da Lousã und wird von allen Zügen der Linha do Norte bedient. Der Bahnhof befindet sich nordwestlich der Innenstadt im Stadtteil São Bartolomeu, im Zentrum Coimbras befindet sich zudem der Bahnhof Coimbra-A.

## Geschichte
Der Bahnhof ging zeitgleich mit dem Streckenabschnitt Estarreja–Taveiro der heutigen Linha do Norte am 10. April 1864 in Betrieb. Am 7. Juli desselben Jahres konnten erstmals direkt Züge nach Lissabon angeboten werden, nachdem das notwendige Teilstück nach Entroncamento fertiggestellt worden war. Züge nach Porto verkehrten erst ab 1872, zuvor war ein Übersetzen über den Douro in Vila Nova de Gaia nötig. 1885 wurde zur besseren Erreichbarkeit eine Stichstrecke (Ramal de Coimbra) zum Bahnhof Coimbra-A in der Innenstadt vollendet, welcher 1903 zum Ramal da Lousã nach Lousã erweitert wurde. 1876 gab es zunächst Planungen, die Linha da Beira Alta nach Coimbra-B zu führen, zwei Jahre später wurde allerdings festgelegt, dass diese Strecke zur spanisch-portugiesischen Grenze bei Vilar Formoso in Pampilhosa an die Linha do Norte angeschlossen wird.
2006 wurde die Ramal da Lousã stillgelegt, mit dem Ziel, sie  in eine Linie des Netzes der Metro Mondego umzubauen. Aufgrund der desolaten Haushaltslage Portugals ist das Projekt zurzeit gestoppt und der Zugverkehr in Form von Regional- und Vorortszügen wird nur noch bis Coimbra-A abgewickelt.

## Lage und Anlage
Der Bahnhof liegt in der Freguesia São Bartolomeu nordwestlich Coimbras Innenstadt, nahe dem Mondego. Das Empfangsgebäude ist mit einer weißen Fassade versehen und verfügt über diverse Einrichtungen wie Ticketschalter der Comboios de Portugal, Restaurants und Detailhandelsgeschäfte. Coimbra-B umfasst 5 Bahnsteiggeleise mit einer Länge zwischen 240 und 400 Metern. Die Bahnsteige sind zwischen 223 und 297 Meter lang und umfassen eine Höhe von 45 bis 95 Zentimetern.

## Verkehr
Der Bahnhof ist Haltepunkt aller Züge der Linha do Norte. Einmal täglich hält das Zugspaar des Sud-Express der Relation Irún/Hendaye–Lissabon Santa Apolónia. Dazu kommen in einem angenäherten Stundentakt Alfa-Pendular-Neigezugsverbindungen zwischen Lissabon Santa Apolónia und Porto-Campanhã, welche dreimal täglich bis Braga und zweimal täglich nach Faro (letztere ohne Bedienung Santa Apolónias) verlängert werden. Im Fernverkehr werden diese Züge durch verschiedene Intercidades-Verbindungen nach Porto, Lissabon, Guarda und Guimarães ergänzt.
Im Regionalverkehr bieten Regional- und Vorortszüge Verbindungen nach Figueira da Foz, Aveiro, Coimbra-A, Entroncamento und Guarda an. Gelegentlich verkehren InterRegional-Züge über Leiria nach Caldas da Rainha an der Linha do Oeste.

## Zukunft
Mit dem Umbau des Ramal da Lousã soll Coimbra-B ans Netz der Metro Mondego angeschlossen werden. In einer weiteren Phase soll auch eine Linie nach Figueira da Foz eingerichtet werden.
Im Rahmen der Schnellfahrstrecke Lissabon–Madrid hätte im Raum Coimbra ein weiterer Bahnhof erstellt werden sollen. Die anfangs geplante Verknüpfung von Hochgeschwindigkeitszügen und konventionellen Zügen im Bahnhof Coimbra-B hätte aus Platzgründen nicht verwirklicht werden können, so dass im Raum Taveiro ein neuer Bahnhof errichtet werden müsste. Da die portugiesische Regierung das Projekt der Schnellfahrstrecke aus finanziellen Gründen gestrichen hat, ist in naher Zukunft mit keiner Veränderung des Fernverkehrsangebots für Coimbra-B zu rechnen.